# Ministri dell'educazione nazionale della Francia
Il ministro dell'educazione nazionale (in francese Ministre de l'Education nationale) in Francia è un membro del Consiglio dei ministri, responsabile del sistema scolastico pubblico.
Il Ministero della Pubblica Istruzione (Ministre de l'Instruction Publique) fu istituito in Francia nel 1828. Di solito veniva combinato con la funzione del Ministro del culto pubblico che si occupava di questioni che interessavano la Chiesa cattolica.
Nel 1932 il titolo ufficiale fu cambiato in Ministro dell'educazione nazionale. Questa nuova denominazione è rimasta oggi, anche se il nome tradizionale è stato brevemente reintrodotto tra il 1940 e il 1941 e il titolo di Ministro della pubblica istruzione è stato usato durante la presidenza di Valéry Giscard d'Estaing (1974-1981).
Dal 2022 il titolo completo è "Ministro dell'Educazione Nazionale e della Gioventù".

## Attribuzioni
A seconda del governo, è anche responsabile dell'istruzione superiore, oppure esiste un ministro responsabile dell'istruzione superiore. L'istruzione agricola è di competenza del Ministro dell'agricoltura. La formazione professionale può dipendere da lui o da un segretario di Stato o un delegato del ministro che può essere legato a lui o al ministro del lavoro.
Secondo i governi, è anche responsabile della gioventù, come è avvenuto a partire dall'ottobre 2018 dove “prepara, in collaborazione con gli altri ministri interessati, l'attuazione del servizio nazionale universale. 

## Lista

### Ministro della pubblica istruzione
| Ministro                                               | Inizio            | Fine              |
| ------------------------------------------------------ | ----------------- | ----------------- |
| Antoine François Henri Lefebvre de Vatimesnil          | 10 febbraio 1828  | 8 agosto 1829     |
| Guillaume Isidore, conte di Montbel                    | 8 agosto 1829     | 18 novembre 1829  |
| Martial de Guernon-Ranville                            | 18 novembre 1829  | 31 luglio 1830    |
| François Guizot                                        | 31 luglio 1830    | 1º agosto 1830    |
| Louis, barone Bignon                                   | 1º agosto 1830    | 11 agosto 1830    |
| Achille-Léon-Victor de Broglie                         | 11 agosto 1830    | 2 novembre 1830   |
| Joseph Mérilhou                                        | 2 novembre 1830   | 27 novembre 1830  |
| Félix Barthe                                           | 27 novembre 1830  | 13 marzo 1831     |
| Marthe Camille Bachasson di Montalivet                 | 13 marzo 1831     | 30 aprile 1832    |
| Louis Gaspard Amédée, barone Girod de l'Ain            | 30 aprile 1832    | 11 ottobre 1832   |
| François Guizot                                        | 11 ottobre 1832   | 10 novembre 1834  |
| Jean-Baptiste Teste                                    | 10 novembre 1834  | 18 novembre 1834  |
| François Guizot                                        | 18 novembre 1834  | 22 febbraio 1836  |
| Privat Joseph Claramont, conte Pelet de la Lozère      | 22 febbraio 1836  | 6 settembre 1836  |
| François Guizot                                        | 6 settembre 1836  | 15 aprile 1837    |
| Narcisse-Achille de Salvandy                           | 15 aprile 1837    | 31 marzo 1839     |
| Narcisse Parant                                        | 31 marzo 1839     | 12 maggio 1839    |
| Abel-François Villemain                                | 12 maggio 1839    | 1º marzo 1840     |
| Victor Cousin                                          | 1º marzo 1840     | 29 ottobre 1840   |
| Abel-François Villemain                                | 29 ottobre 1840   | 1º febbraio 1845  |
| Narcisse-Achille de Salvandy                           | 1º febbraio 1845  | 24 febbraio 1848  |
| Hippolyte Carnot                                       | 24 febbraio 1848  | 5 luglio 1848     |
| Achille Tenaille de Vaulabelle                         | 5 luglio 1848     | 13 ottobre 1848   |
| Alexandre Pierre Freslon                               | 13 ottobre 1848   | 20 dicembre 1848  |
| Alfred Frédéric, conte de Falloux                      | 20 dicembre 1848  | 31 ottobre 1849   |
| Marie Louis Pierre Félix Esquirou de Parieu            | 31 ottobre 1849   | 24 gennaio 1851   |
| Charles Giraud                                         | 24 gennaio 1851   | 10 aprile 1851    |
| Marie Jean Pierre Pie Frédéric Dombidau de Crouseilhes | 10 aprile 1851    | 26 ottobre 1851   |
| Charles Giraud                                         | 26 ottobre 1851   | 3 dicembre 1851   |
| Hippolyte Fortoul                                      | 3 dicembre 1851   | 7 giugno 1856     |
| Gustave Rouland                                        | 13 agosto 1856    | 23 giugno 1863    |
| Victor Duruy                                           | 23 giugno 1863    | 17 luglio 1869    |
| Louis Olivier Bourbeau                                 | 17 luglio 1869    | 2 gennaio 1870    |
| Émile Alexis Segris                                    | 2 gennaio 1870    | 14 aprile 1870    |
| Maurice Richard                                        | 14 aprile 1870    | 15 maggio 1870    |
| Jacques Philippe Mège                                  | 15 maggio 1870    | 10 agosto 1870    |
| Jules Louis Joseph Brame                               | 10 agosto 1870    | 4 settembre 1870  |
| Jules Simon                                            | 5 settembre 1870  | 17 maggio 1873    |
| William Henry Waddington                               | 18 maggio 1873    | 25 maggio 1873    |
| Anselme Polycarpe Batbie                               | 25 maggio 1873    | 26 novembre 1873  |
| Oscar Bardi de Fourtou                                 | 26 novembre 1873  | 22 maggio 1874    |
| Arthur de Cumont                                       | 22 maggio 1874    | 10 marzo 1875     |
| Henri Wallon                                           | 10 marzo 1875     | 9 marzo 1876      |
| William Henry Waddington                               | 9 marzo 1876      | 17 maggio 1877    |
| Joseph Brunet                                          | 17 maggio 1877    | 23 novembre 1877  |
| Hervé Faye                                             | 23 novembre 1877  | 13 dicembre 1877  |
| Agénor Bardoux                                         | 13 dicembre 1877  | 4 febbraio 1879   |
| Jules Ferry                                            | 4 febbraio 1879   | 14 novembre 1881  |
| Paul Bert                                              | 14 novembre 1881  | 30 gennaio 1882   |
| Jules Ferry                                            | 30 gennaio 1882   | 7 agosto 1882     |
| Jules Duvaux                                           | 7 agosto 1882     | 21 febbraio 1883  |
| Jules Ferry                                            | 21 febbraio 1883  | 20 novembre 1883  |
| Armand Fallières                                       | 20 novembre 1883  | 6 aprile 1885     |
| René Goblet                                            | 6 aprile 1885     | 11 dicembre 1886  |
| Marcellin Berthelot                                    | 11 dicembre 1886  | 30 maggio 1887    |
| Eugène Spuller                                         | 30 maggio 1887    | 12 dicembre 1887  |
| Léopold Faye                                           | 12 dicembre 1887  | 3 aprile 1888     |
| Édouard Locroy                                         | 3 aprile 1888     | 22 febbraio 1889  |
| Armand Fallières                                       | 22 febbraio 1889  | 17 marzo 1890     |
| Léon Bourgeois                                         | 17 marzo 1890     | 6 dicembre 1892   |
| Charles Dupuy                                          | 6 dicembre 1892   | 4. aprile 1893    |
| Raymond Poincaré                                       | 4 aprile 1893     | 3 dicembre 1893   |
| Eugène Spuller                                         | 3 dicembre 1893   | 30 maggio 1894    |
| Georges Leygues                                        | 30 maggio 1894    | 26 gennaio 1895   |
| Raymond Poincaré                                       | 26 gennaio 1895   | 1º novembre 1895  |
| Émile Combes                                           | 1º novembre 1895  | 29 aprile 1896    |
| Alfred Rambaud                                         | 29 aprile 1896    | 28 giugno 1898    |
| Léon Bourgeois                                         | 28 giugno 1898    | 1º novembre 1898  |
| Georges Leygues                                        | 1º novembre 1898  | 7 giugno 1902     |
| Joseph Chaumié                                         | 7 giugno 1902     | 24 gennaio 1905   |
| Jean-Baptiste Bienvenu-Martin                          | 24 gennaio 1905   | 14 marzo 1906     |
| Aristide Briand                                        | 14 marzo 1906     | 4 gennaio 1908    |
| Gaston Doumergue                                       | 4 gennaio 1908    | 3 novembre 1910   |
| Maurice-Louis Faure                                    | 3 novembre 1910   | 2 marzo 1911      |
| Théodore Steeg                                         | 2 marzo 1911      | 14 gennaio 1912   |
| Gabriel Guist’hau                                      | 14 gennaio 1912   | 21 gennaio 1913   |
| Théodore Steeg                                         | 21 gennaio 1913   | 22 marzo 1913     |
| Louis Barthou                                          | 22 marzo 1913     | 9 dicembre 1913   |
| René Viviani                                           | 9 dicembre 1913   | 9 giugno 1914     |
| Arthur Dessoyes                                        | 9 giugno 1914     | 13 giugno 1914    |
| Victor Augagneur                                       | 13 giugno 1914    | 3 agosto 1914     |
| Albert Sarraut                                         | 3 agosto 1914     | 29 ottobre 1915   |
| Paul Painlevé                                          | 29 ottobre 1915   | 12 dicembre 1916  |
| René Viviani                                           | 12 dicembre 1916  | 20 marzo 1917     |
| Théodore Steeg                                         | 20 marzo 1917     | 12 settembre 1917 |
| Charles Daniel-Vincent                                 | 12 settembre 1917 | 16 novembre 1917  |
| Louis Lafferre                                         | 16 novembre 1917  | 27 novembre 1919  |
| Léon Bérard                                            | 27 novembre 1919  | 20 gennaio 1920   |
| André Honorrat                                         | 20 gennaio 1920   | 16 gennaio 1921   |
| Léon Bérard                                            | 16 gennaio 1921   | 29 marzo 1924     |
| Henry de Jouvenel                                      | 29 marzo 1924     | 9 giugno 1924     |
| Adolphe Landry                                         | 9 giugno 1924     | 14 giugno 1924    |
| François Albert                                        | 14 giugno 1924    | 17 aprile 1925    |
| Anatole de Monzie                                      | 17 aprile 1925    | 11 ottobre 1925   |
| Yvon Delbos                                            | 11 ottobre 1925   | 28 novembre 1925  |
| Édouard Daladier                                       | 28 novembre 1925  | 9 marzo 1926      |
| Lucien Lamoureux                                       | 9 marzo 1926      | 23 giugno 1926    |
| Bertrand Nogaro                                        | 23 giugno 1926    | 19 luglio 1926    |
| Édouard Daladier                                       | 19 luglio 1926    | 23 luglio 1926    |
| Édouard Herriot                                        | 23 luglio 1926    | 11 novembre 1928  |
| Pierre Marraud                                         | 11 novembre 1928  | 21 febbraio 1930  |
| Jean Durand                                            | 21 febbraio 1930  | 2 marzo 1930      |
| Pierre Marraud                                         | 2 marzo 1930      | 13 dicembre 1930  |
| Camille Chautemps                                      | 13 dicembre 1930  | 27 gennaio 1931   |
| Mario Roustan                                          | 27 gennaio 1931   | 3 giugno 1932     |

### Ministro dell'educazione nazionale (dal 1932 ad oggi)
| Ministro                                               | Inizio            | Fine              |
| ------------------------------------------------------ | ----------------- | ----------------- |
| Anatole de Monzie                                      | 3 giugno 1932     | 30 gennaio 1934   |
| Aimé Berthod                                           | 30 gennaio 1934   | 8 novembre 1934   |
| André Mallarmé                                         | 8 novembre 1934   | 1º giugno 1935    |
| Mario Roustan                                          | 1º giugno 1935    | 7 giugno 1935     |
| Philippe Marcombes                                     | 7 giugno 1935     | 13 giugno 1935    |
| Mario Roustan                                          | 17 giugno 1935    | 24 gennaio 1936   |
| Henri Guernut                                          | 24 gennaio 1936   | 4 giugno 1936     |
| Jean Zay                                               | 4 giugno 1936     | 10 settembre 1939 |
| Yvon Delbos                                            | 13 settembre 1939 | 21 marzo 1940     |
| Albert Sarraut                                         | 21 marzo 1940     | 5 giugno 1940     |
| Yvon Delbos                                            | 5 giugno 1940     | 16 giugno 1940    |
| Albert Rivaud                                          | 16 giugno 1940    | 12 luglio 1940    |
| Émile Miraud (Ministro della pubblica istruzione)      | 12 luglio 1940    | 6 settembre 1940  |
| Georges Ripert (Ministro della pubblica istruzione)    | 6 settembre 1940  | 13 dicembre 1940  |
| Jacques Chevalier (Ministro della pubblica istruzione) | 13 dicembre 1940  | 23 febbraio 1941  |
| Jérôme Carcopino                                       | 25 febbraio 1941  | 18 aprile 1942    |
| Abel Bonnard                                           | 18 aprile 1942    | 20 agosto 1944    |
| René Capitant                                          | 20 agosto 1944    | 21 novembre 1945  |
| Paul Joseph Marie Giacobbi                             | 21 novembre 1945  | 26 gennaio 1946   |
| Marcel Edmond Naegelen                                 | 26 gennaio 1946   | 12 febbraio 1948  |
| Édouard Depreux                                        | 12 febbraio 1948  | 26 luglio 1948    |
| Yvon Delbos                                            | 26 luglio 1948    | 5 settembre 1948  |
| Tony Revillon                                          | 5 settembre 1948  | 11 settembre 1948 |
| Yvon Delbos                                            | 11 settembre 1948 | 2 luglio 1950     |
| André Morice                                           | 2 luglio 1950     | 12 luglio 1950    |
| Pierre-Olivier Lapie                                   | 12 luglio 1950    | 11 agosto 1952    |
| André Marie                                            | 11 agosto 1952    | 19 giugno 1954    |
| Jean Berthoin                                          | 19 giugno 1954    | 1º febbraio 1956  |
| René Billères                                          | 1º febbraio 1956  | 14 maggio 1958    |
| Jacques Bordeneuve                                     | 14 maggio 1958    | 1º giugno 1958    |
| Jean Berthoin                                          | 1º giugno 1958    | 8 gennaio 1959    |
| André Boulloche                                        | 8 gennaio 1959    | 23 dicembre 1959  |
| Michel Debré                                           | 23 dicembre 1959  | 15 gennaio 1960   |
| Louis Joxe                                             | 15 gennaio 1960   | 23 novembre 1960  |
| Pierre Guillaumat                                      | 23 novembre 1960  | 20 febbraio 1961  |
| Lucien Paye                                            | 20 febbraio 1961  | 15 aprile 1962    |
| Pierre Sudreau                                         | 15 aprile 1962    | 15 ottobre 1962   |
| Louis Joxe                                             | 15 ottobre 1962   | 28 novembre 1962  |
| Christian Fouchet                                      | 28 novembre 1962  | 6 aprile 1967     |
| Alain Peyrefitte                                       | 6 aprile 1967     | 30 maggio 1968    |
| François-Xavier Ortoli                                 | 30 maggio 1968    | 10 luglio 1968    |
| Edgar Faure                                            | 10 luglio 1968    | 23 giugno 1969    |
| Olivier Guichard                                       | 23 giugno 1969    | 7 luglio 1972     |
| Joseph Fontanet                                        | 7 luglio 1972     | 28 maggio 1974    |
| René Haby (Bildungsminister)                           | 28 maggio 1974    | 5 aprile 1978     |
| Christian Beullac (Bildungsminister)                   | 5 aprile 1978     | 22 maggio 1981    |
| Alain Savary                                           | 22 maggio 1981    | 19 luglio 1984    |
| Jean-Pierre Chevènement                                | 19 luglio 1984    | 20 marzo 1986     |
| René Monory                                            | 20 marzo 1986     | 12 maggio 1988    |
| Lionel Jospin                                          | 12 maggio 1988    | 2 aprile 1992     |
| Jack Lang                                              | 2 aprile 1992     | 29 marzo 1993     |
| François Bayrou                                        | 29 marzo 1993     | 4 giugno 1997     |
| Claude Allègre                                         | 4 giugno 1997     | 28 marzo 2000     |
| Jack Lang                                              | 28 marzo 2000     | 7 maggio 2002     |
| Luc Ferry                                              | 7 maggio 2002     | 31 marzo 2004     |
| François Fillon                                        | 31 marzo 2004     | 2 giugno 2005     |
| Gilles de Robien                                       | 2 giugno 2005     | 18 maggio 2007    |
| Xavier Darcos                                          | 18 maggio 2007    | 23 giugno 2009    |
| Luc Chatel                                             | 23 giugno 2009    | 15 maggio 2012    |
| Vincent Peillon                                        | 16 maggio 2012    | 31 marzo 2014     |
| Benoît Hamon                                           | 2 aprile 2014     | 25 agosto 2014    |
| Najat Vallaud-Belkacem                                 | 26 agosto 2014    | 17 maggio 2017    |
| Jean-Michel Blanquer                                   | 17 maggio 2017    | 20 maggio 2022    |
| Pap Ndiaye                                             | 20 maggio 2022    | 20 luglio 2023    |
| Gabriel Attal                                          | 20 luglio 2023    | 9 gennaio 2024    |
| Amélie Oudéa-Castéra                                   | 9 gennaio 2024    | 8 febbraio 2024   |
| Nicole Belloubet                                       | 8 febbraio 2024   | 21 Settembre 2024 |
| Anne Genetet                                           | 21 Settembre 2024 | in carica         |